# Emil Speich
Emil Speich (* 3. Juni 1881 in Lingolsheim; † 11. April 1945 in Esslingen am Neckar) war ein deutscher Politiker der SPD und der USPD.

## Leben und Beruf
Nach dem Besuch der Volksschule begann Speich eine Lehre zum Gerber und war danach als Lederarbeiter tätig.
1910 schloss er sich dem Lederarbeiterverband an, und übernahm eine Tätigkeit als Bibliothekar der Vereinigten Gewerkschaften in Esslingen. 1912 wurde er Vorsitzender der Esslinger Filiale des Lederarbeiterverbandes. Später wurde er Geschäftsführer des Allgemeinen Deutschen Gewerkschaftsbundes und leitete den Bildungsausschuss der organisierten Arbeiterschaft, ferner war er Vorsitzender der Kleinhausbaugenossenschaft. Später wechselte er auf die Position des Gewerkschaftssekretärs beim Fabrikarbeiterverband in Esslingen. Dieses Amt verlor er im März 1933, im Zuge der Gleichschaltung der Gewerkschaften wurde er fristlos entlassen. Kurz darauf geriet er in sogenannte "Schutzhaft" und wurde im Lager Heuberg interniert. Aus dieser Haft wurde am 5. August 1933 entlassen.
Im Jui 1935 übernahm Speich eine neue Tätigkeit als Tiefbauarbeiter im Bauunternehmen Max Spieth, nach kurzer Zeit wechselte er zur Firma Wolfer & Goebel. 1936 übernahm er Tätigkeiten als Hilfsarbeiter, zunächst im Esslinger Baugeschäft Gebrüder Reim, danach in einer Firma in Untertürkheim. Ab 1937 war er bei der Kodak AG in Stuttgart-Wangen tätig, später als Lebensmittel- und Getränkehändler in Esslingen.
Speich war evangelisch und seit 1921 mit Pauline, geborene Spieth, verheiratet. Aus der Ehe gingen zwei Kinder hervor.

## Politik
Speich war zunächst Mitglied der SPD. 1912 übernahm er den Vorsitz des SPD-Ortsvereins Esslingen. 1917 wechselte er in die USPD. 1919 wurde er in den Esslinger Gemeinderat gewählt. 1920 erfolgte seine Wahl in den württembergischen Landtag, er vertrat dort den Wahlkreis 2 Esslingen-Bad Cannstatt. 1922 kehrte er in die SPD zurück. Dem Landtag gehörte er bis 1924 an.